# Larry Kulick
Larry James Kulick (ur. 24 lutego 1966 w Natrona Heights) – amerykański duchowny katolicki, biskup diecezjalny Greensburga od 2021.

## Życiorys

### Prezbiterat
Święcenia kapłańskie otrzymał 16 maja 1992 i został inkardynowany do diecezji Greensburg. Pracował przede wszystkim jako duszpasterz parafialny, był też m.in. dyrektorem duszpasterstwa powołań, kanclerzem kurii oraz wikariuszem generalnym diecezji. W 2020 wybrany administratorem diecezji.

### Episkopat
18 grudnia 2020 papież Franciszek mianował go biskupem diecezjalnym Greensburga. Sakry biskupiej udzielił mu 11 lutego 2021 arcybiskup Nelson Perez – metropolita Filadelfii.